# Erateina delineata
Erateina delineata là một loài bướm đêm trong họ Geometridae.